# Pierrebraunia brauniorum
Pierrebraunia brauniorum är en kaktusväxtart som beskrevs av Esteves. Pierrebraunia brauniorum ingår i släktet Pierrebraunia och familjen kaktusväxter. Inga underarter finns listade i Catalogue of Life.

## Bildgalleri

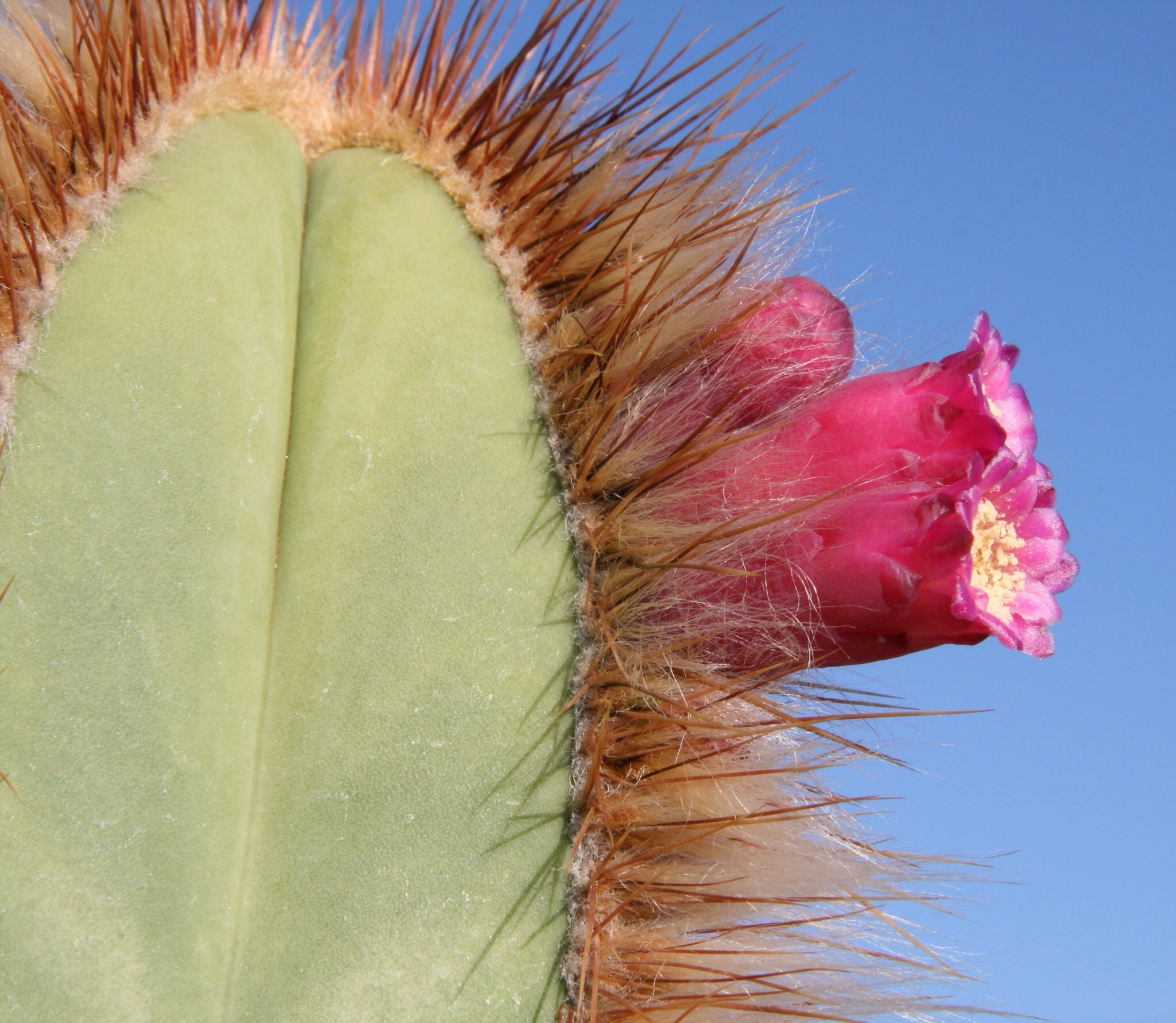